# Brixtn
Brixtn je česká indie-popová hudební skupina z Nové Pláně, která vznikla roku 2017. V současném složení hraje od roku 2023. Název kapely je odvozen od čtvrti Brixton v Londýně, kde vznikla myšlenka kapelu založit.

## Historie
Počátky kapely sahají do konce roku 2016, kdy byli bratři Matěj a Štěpán Jelenovi na koncertě Nothing But Thieves ve slavném londýnském hudebním sále Brixton Academy. Koncert a atmosféra předměstí Londýna pro ně byly tak inspirativní, že se hned na místě v Brixtonu rozhodli založit kapelu Brixtn. Začátkem roku 2017 se k Matějovi a Štěpánovi přidali Dawe Gates a Pawlie Čejka.
První singl Tak mi to nedovol kapela vydala v červnu 2017. Ten se dostal na TV Óčko mezi nejhranější klipy roku 2017 a Brixtn byl některými servery označován za indie-electro objev roku. V květnu roku 2018 vyšlo eponymní EP Brixtn a přes léto kapela vystoupila na festivalech Rock for People, Aerodrome, OA Přeštěnice, Mezi ploty nebo Prague Pride. V prosinci téhož roku podepsali Brixtn smlouvu s hudebním vydavatelstvím Championship Music.
Roku 2019 kapela odjela jarní tour se skupinou Poetika a vydala singly Pohledy, doteky a hra a Funpark, které se dostaly do rotace Fajn rádia a opakovaně zde vyhrály hitparádu. Téhož roku kapela prošla výraznou personální změnou – po postupném odchodu Pawlieho a Dawea do kapely přichází Hemi Murín. Jeho příchod do kapely popisuje Matěj Jelen v rozhovoru pro ireport.cz jako velmi významnou změnu – "V roce 2019 . . . přišel Hemi, kterej je fakt výbornej a máme hodně podobný hudební cítění. Dřív jsme dělali skoro všechno sami s bráchou, ale s příchodem Hemiho fungujeme mnohem víc jako jeden producentskej tým. Vlastně si už jinou sestavu ani moc nedokážeme představit. Čtvrtého člena teda už dál nesháníme."
Rok 2020 byl pro Brixtn ve znamení práce na debutové desce Cizí byty. Se záměrem dosáhnout autentičtějšího, živějšího a syrovějšího zvuku si album nahráli, zprodukovali a zmixovali sami doma. Album vyšlo 5. března 2021, spolu s pilotním singlem Děvka, který se tři týdny držel v TOP 50 nejhranějších CZ skladbách v českých rádiích podle žebříčku ifpi.cz. Klip k písni Inspirace z roku 2020 získal v mezinárodních videoklipových cenách No Stress Music Video Awards 2021 ocenění za Nejlepší nízkorozpočtový klip a Šok roku.
Roku 2023 dochází v kapele k významným personálním změnám. Po téměř pěti letech odchází z kapely kytarista Hemi Murín a Brixtn dále pokračuje ve dvoučlenném složení.V září 2024 je kapela nominovaná na Objev roku v anketě Český slavík 2024.

## Diskografie

#### Studiová alba
- Cizí byty (2021) (recenze[9][10])
- Konec snů (2024)

#### EP
- Brixtn (2018)

## Členové
- Matěj Jelen – zpěv, baskytara (2017–současnost)
- Štěpán Jelen – bicí, doprovodný zpěv (2017–současnost)

#### Dřívější členové
- Hemi Murín – kytara, syntetizátor (2019–2023)
- Dawe Gates – kytara, syntetizátor (2017–2019)
- Pavel Čejka – baskytara, syntetizátor, doprovodný zpěv (2017–2018)